# Európai Labdarúgó-szövetség
Az Európai Labdarúgó-szövetség (angolul Union of European Football Associations, (UEFA)) az európai labdarúgás adminisztratív és ellenőrző testülete. Képviseli Európa nemzeti labdarúgó-szövetségeit, kontinens méretű nemzeti és klubversenyeket szervez és bonyolít le, ellenőrzi ezen tornák pénzdíjait, szabályait és médiajogait. Több olyan nemzet szövetsége, amely földrajzilag Ázsiában fekszik, az UEFA tagjai közé tartozik, nem pedig az Ázsiai Labdarúgó-szövetséghez, mint például Izrael és Kazahsztán.
Az UEFA a FIFA hat kontinentális szövetségének egyike. Ez a legerősebb, legbefolyásosabb szövetség. A világ szinte minden kimagasló tudású labdarúgója európai bajnokságokban (mint az angol, olasz, spanyol vagy német bajnokságok) játszik, elsősorban az egyes gazdag klubok által nyújtott kimagasló fizetések miatt. Az UEFA-ban találhatók a világ legerősebb csapatai. A 2010-es labdarúgó-világbajnokságon a lehetséges 32 résztvevői helyből 13-at az UEFA nemzeti tizenegyeinek tartottak fenn.
Az UEFA-t 1954. június 15-én alapították a svájci Bázelban, a francia, az olasz és a belga labdarúgó szövetségek megbeszélése eredményeként. Székhelye 1959-ig Párizsban volt, amikor is a szervezet átköltözött Bernbe. A szervezet első főtitkára Henri Delaunay volt, első elnöke pedig Ebbe Schwartz. 1995-ben a szervezet adminisztrációs központja átköltözött a svájci Nyonba. Kezdetben 31 tagszövetséggel rendelkezett, mára a tagok száma elérte az 55-öt (lásd az oldal alján vagy a Nemzeti labdarúgó-válogatottak listája oldalt).
Az UEFA-nak, nemzeti labdarúgó-szövetségek képviseletében, több komoly összetűzése volt az Európai Bizottsággal. Az 1990-es években jelentős változtatásokat kellett végrehajtania a televíziós jogokat, különösen a nemzetközi közvetítéseket irányító szabályozóin, annak érdekében, hogy folyamatosan megfeleljen az európai jogrendszernek.

## Tagországok
| - Albánia - Andorra - Anglia - Ausztria - Azerbajdzsán - Belgium - Bosznia-Hercegovina - Bulgária - Ciprus - Csehország - Dánia - Észak-Írország - Észtország - Feröer - Fehéroroszország - Finnország - Franciaország - Gibraltár - Görögország | - Grúzia - Hollandia - Horvátország - Írország - Izland - Izrael - Kazahsztán - Koszovó - Lengyelország - Lettország - Liechtenstein - Litvánia - Luxemburg - Macedónia - Magyarország - Málta - Moldova - Montenegró | - Németország - Norvégia - Olaszország - Oroszország - Örményország - Portugália - Románia - San Marino - Skócia - Spanyolország - Svájc - Svédország - Szerbia - Szlovákia - Szlovénia - Törökország - Ukrajna - Wales |

### Különbségek az UEFA tagországai és Európa országai között
- Az Egyesült Királyság négy tagállama: Anglia, Wales, Skócia és Észak-Írország külön szövetséggel és tagsággal rendelkezik (egyedül az olimpiai játékokon indultak közös válogatottal Nagy-Britannia néven. Ugyanakkor néhány walesi csapat az angol bajnokságban szerepel).
- Az európai független államok közül nem tagja a FIFA-nak, így az UEFA-nak sem Monaco és a Vatikán. (Előbbi klubcsapata, az AS Monaco FC a francia szövetség keretein belül működik.)
- Saját szövetséggel és tagsággal rendelkezik Feröer, amely a Dán Királyság autonóm országrésze.
- Az Egyesült Királyság tengerentúli területe, Gibraltár 2013-ban felvételt nyert.
- Koszovó, amelynek függetlenségét jelenleg még nem minden ország ismeri el, 2016-ban felvételt nyert.
- Az ázsiai Izrael politikai okokból az európai szövetség tagja.
- Azok az országok, amelyeknek a területe átnyúlik Európa és Ázsia határán, választhattak, hogy melyik szövetségbe akarnak tartozni. A két földrészt elválasztó Kaukázus mentén elhelyezkedő Örményország, Azerbajdzsán és Grúzia, a transzkontinentális országnak számító Oroszország és Törökország, valamint a földrajzilag inkább ázsiai, de kultúrájában európai Ciprus is úgy döntött, hogy az UEFA tagja lesz. Kazahsztán, amely szintén rendelkezik európai területtel is, 2002-ben átjelentkezett az ázsiai szövetségből.

### Megszűnt tagországok
Ezek a labdarúgó-szövetségek ma már nem léteznek, mivel az adott politikai helyzet által egyesültek egy másik országgal vagy szétbomlottak több államalakulattá.
- Csehszlovákia – jogutódja Csehország, továbbá kivált belőle Szlovákia.
- FÁK – jogutódja Oroszország, további kivált országok: Azerbajdzsán, Fehéroroszország, Grúzia, Kazahsztán, Moldova, Örményország, Ukrajna, valamint az AFC-hez tartozó Kirgizisztán, Tádzsikisztán, Türkmenisztán, Üzbegisztán.
- Jugoszlávia – jogutódja Szerbia és Montenegró (volt), korábban kivált országok: Bosznia-Hercegovina, Horvátország, Macedónia, Szlovénia.
- NDK – beolvadt az addig az NSZK nevet használó Németországba.
- Saar-vidék – beolvadt az NSZK-ba (ma Németország).
- Szerbia és Montenegró – jogutódja Szerbia, belőle vált ki Montenegró, illetve 2008-ban Koszovó is kivált Szerbiából.
- Szovjetunió – jogutódja a FÁK (volt), további kivált országok: Észtország, Lettország, Litvánia.

## Az Európai Labdarúgó-szövetség vezetői

### Az UEFA elnökei
- Ebbe Schwartz (1954–1962)
- Gustav Wiederkehr (1962–1972)
- Barcs Sándor (1972–1973) (megbízott)
- Artemio Franchi (1973–1983)
- Jacques Georges (1983–1990)
- Lennart Johansson (1990–2007)
- Michel Platini (2007–2015)
- Ángel María Villar (2015–2016) (megbízott)
- Aleksander Čeferin (2016–)

### Az UEFA főtitkárai
- Henri Delaunay (1954–1955)
- Pierre Delaunay (1955–1960)
- Hans Bangerter (1960–1989)
- Gerhard Aigner (1989–2003)*
- Lars-Christer Olsson (2003–2007)*
- Gianni Infantino (ideiglenesen 2007-ben)*
- David Taylor (2007–2009)
- Gianni Infantino (2009–2016)
- Theodore Theodoridis (2016–)

* Megjegyzés: 1999. decembertől 2007. áprilisig főtitkár helyett főigazgató megnevezést használtak.

## Versenyek

### Országok között
A férfiak fő versenye, a labdarúgó-Európa-bajnokság, 1958-ban indult, és 1964-ig európai nemzetek kupájaként volt ismert. Az első döntőt 1960-ban rendezték meg, amit a Szovjetunió nyert. Az UEFA szintén indított Európa-bajnokságokat U-21-es, U-19-es és U-17-es kategóriákban. A női labdarúgó-válogatottak számára létrehozta a női labdarúgó-Európa-bajnokságot, illetve a női U-19-es bajnokságot.
- Labdarúgó-Európa-bajnokság
  - U21-es labdarúgó-Európa-bajnokság
  - U19-es labdarúgó-Európa-bajnokság
  - U17-es labdarúgó-Európa-bajnokság
- UEFA Nemzetek Ligája
- Női labdarúgó-Európa-bajnokság
  - U19-es női labdarúgó-Európa-bajnokság
  - U17-es női labdarúgó-Európa-bajnokság
- Futsal-Európa-bajnokság
  - U21-es futsal-Európa-bajnokság (megszűnt)
- UEFA-CAF Meridian-kupa (megszűnt)

### Klubok között
Jelenleg érvényes versenyek:
- Bajnokok ligája (korábban: Bajnokcsapatok Európa-kupája) – a nemzeti bajnokcsapatok között. Az erősebb bajnokságok az ezüstérmest, sőt akár a bronzérmest és a negyedik helyezettet is indíthatják.
- Európa-liga (korábban: UEFA-kupa, Vásárvárosok kupája) – főképp a nemzeti bajnokságok egy, két vagy három további helyezettjei között, de több más módja is van a bekerülésnek: a BL kiesőinek egy része, 1999 óta a nemzeti kupák győztesei is, néhány országból a ligakupa győztese, 2009-ig az Intertotó kupa legjobbjai.
- UEFA Konferencia Liga – Európa harmadik számú klubcsapatoknak szóló ligája. Az Európa-liga kiesői közül valamint nemzeti bajnokságok során lehet bekerülni. A bajnokság újkeletű, az első megrendezésére a 2021/2022-es szezonban került sor.
- UEFA-szuperkupa – kezdetben a BEK/BL és a KEK győztese között, utóbbi megszűnése után az UEFA-kupa (ma Európa-liga) győztese vette át a helyét.
- Női UEFA-bajnokok ligája – A női klubcsapatok legrangosabb kupasorozata.
- UEFA-futsalkupa – A futsal csapatok legrangosabb kupasorozata.

Megszűnt versenyek:
- Kupagyőztesek Európa-kupája (1999-ben megszűnt) – a nemzeti kupák győztesei között (megszűnése után az UEFA-kupában, majd az Európa-ligában és a Konferencia Ligában indulhatnak).
- Intertotó-kupa (2009-ben megszűnt) – nyári kupasorozat, országonként egy, kettő vagy három csapat, jelentkezők közül kiválasztva.
- Interkontinentális kupa – CONMEBOL-lal közös szervezésben, 2004-ig (helyét átvette a FIFA-klubvilágbajnokság), a BEK/BL és a Libertadores-kupa győztese között.
- Interkontinentális bajnokok szuperkupája – CONMEBOL-lal közös szervezésben, 1968 és 1970 között.

### Amatőr kupák
- UEFA-régiók kupája – amatőr játékosokból összeállított regionális válogatottak között.
- UEFA-Amatőr kupa (1967–1978) (megszűnt)

## Részvétel a világbajnokságon
Női tornák résztvevői 
Az alábbiakban felsoroljuk azokat az UEFA tagországokat, akik részt vettek a labdarúgó-világbajnokságokon. Vastagítottuk annak a csapatnak a nevét, aki megnyerte a tornát:
- 1930 – Belgium, Franciaország, Románia, Jugoszlávia
- 1934 – Ausztria, Belgium, Csehszlovákia, Franciaország, Németország, Magyarország, Olaszország, Hollandia, Románia, Spanyolország, Svédország, Svájc
- 1938 – Belgium, Csehszlovákia, Franciaország, Németország, Magyarország, Olaszország, Hollandia, Norvégia, Lengyelország, Románia, Svédország, Svájc
- 1950 – Anglia, Olaszország, Spanyolország, Svédország, Svájc, Jugoszlávia
- 1954 – Ausztria, Belgium, Csehszlovákia, Anglia, Franciaország, Magyarország, Olaszország, Skócia, Svájc, Törökország, NSZK, Jugoszlávia
- 1958 – Ausztria, Csehszlovákia, Anglia, Franciaország, Magyarország, Észak-Írország, Skócia, Svédország, Szovjetunió, Wales, NSZK, Jugoszlávia
- 1962 – Bulgária, Csehszlovákia, Anglia, Magyarország, Olaszország, Spanyolország, Svájc, Szovjetunió, NSZK, Jugoszlávia
- 1966 – Bulgária, Anglia, Franciaország, Magyarország, Olaszország, Portugália, Spanyolország, Svájc, Szovjetunió, NSZK
- 1970 – Belgium, Bulgária, Csehszlovákia, Anglia, Olaszország, Románia, Svédország, Szovjetunió, NSZK (valamint Izrael, amely mint az AFC tagja kvalifikálta magát)
- 1974 – Bulgária, NDK, Olaszország, Hollandia, Lengyelország, Skócia, Svédország, NSZK, Jugoszlávia
- 1978 – Ausztria, Franciaország, Magyarország, Olaszország, Hollandia, Lengyelország, Skócia, Spanyolország, Svédország, NSZK
- 1982 – Ausztria, Belgium, Csehszlovákia, Anglia, Franciaország, Magyarország, Olaszország, Észak-Írország, Lengyelország, Skócia, Spanyolország, Szovjetunió, NSZK, Jugoszlávia
- 1986 – Belgium, Bulgária, Dánia, Anglia, Franciaország, Magyarország, Olaszország, Észak-Írország, Lengyelország, Portugália, Skócia, Spanyolország, Szovjetunió, NSZK
- 1990 – Ausztria, Belgium, Csehszlovákia, Anglia, Írország, Olaszország, Hollandia, Románia, Skócia, Spanyolország, Svédország, Szovjetunió, NSZK, Jugoszlávia
- 1994 – Belgium, Bulgária, Németország, Görögország, Írország, Olaszország, Hollandia, Norvégia, Románia, Oroszország, Spanyolország, Svédország, Svájc
- 1998 – Ausztria, Belgium, Bulgária, Horvátország, Dánia, Anglia, Franciaország, Németország, Olaszország, Hollandia, Norvégia, Románia, Skócia, Spanyolország, Jugoszláv SzK
- 2002 – Belgium, Horvátország, Dánia, Anglia, Franciaország, Németország, Írország, Olaszország, Lengyelország, Portugália, Oroszország, Szlovénia, Spanyolország, Svédország, Törökország
- 2006 – Horvátország, Csehország, Anglia, Franciaország, Németország, Olaszország, Hollandia, Lengyelország, Portugália, Szerbia és Montenegró, Spanyolország, Svájc, Svédország, Ukrajna
- 2010 – Anglia, Dánia, Franciaország, Görögország, Hollandia, Németország, Olaszország, Portugália, Spanyolország, Svájc, Szerbia, Szlovákia, Szlovénia
- 2014 – Anglia, Belgium, Bosznia-Hercegovina, Franciaország, Görögország, Hollandia, Horvátország, Németország, Olaszország, Oroszország, Portugália, Spanyolország, Svájc
- 2018 – Anglia, Belgium, Dánia, Franciaország, Horvátország, Izland, Lengyelország, Németország, Oroszország, Portugália, Spanyolország, Svájc, Svédország, Szerbia
- 2022 – Anglia, Belgium, Dánia, Franciaország, Hollandia, Horvátország, Lengyelország, Németország, Portugália, Spanyolország, Svájc, Szerbia, Wales

### Összesen részt vettek (a lehetséges 22-ből)
| 20 alkalommal - Németország (10-szer mint NSZK) 18 alkalommal - Olaszország 16 alkalommal - Anglia - Franciaország - Spanyolország 14 alkalommal - Belgium 13 alkalommal - Szerbia (2-szer mint Szerbia és Montenegró+, 8-szor mint Jugoszlávia+) 12 alkalommal - Svájc - Svédország | 11 alkalommal - Oroszország (7-szer mint Szovjetunió+) 11 alkalommal - Hollandia 9 alkalommal - Csehország (8-szor mint Csehszlovákia+) - Lengyelország - Magyarország 8 alkalommal - Portugália - Skócia 7 alkalommal - Ausztria - Bulgária - Románia | 6 alkalommal - Dánia - Horvátország 3 alkalommal - Görögország - Írország - Észak-Írország - Norvégia 2 alkalommal - Szlovénia - Törökország - Wales 1 alkalommal - NDK+ - Izland - Izrael (az Ázsiai Labdarúgó-szövetség tagjaként) - Bosznia-Hercegovina - Szlovákia - Ukrajna |

### Legjobb helyezések
| világbajnok - Olaszország 4x (1934, 1938, 1982, 2006) - Németország 4× (1954, 1974, 1990, 2014) (az első három alkalommal mint NSZK) - Franciaország 2× (1998, 2018) - Anglia 1x (1966) - Spanyolország 1× (2010) ezüstérmes - Hollandia 3× (1974, 1978, 2010) - Magyarország 2× (1938, 1954) - Csehszlovákia+ 2× (1934, 1962) Csehország néven 2006-ban a csoportkör résztvevője. - Svédország 1× (1958) - Horvátország 1× (2018) | bronzérmes - Lengyelország 2× (1974, 1982) - Jugoszlávia+ 1× (1930) Jugoszlávia néven 1998-ban, Szerbia és Montenegró néven 2006-ban, Szerbia néven 2010-ben és 2018-ban a csoportkör résztvevője volt. - Ausztria 1× (1954) - Portugália 1× (1966) - Törökország 1× (2002) - Belgium 1× (2018) negyedik helyezett - Szovjetunió+ 1× (1966) Oroszország néven negyeddöntős 2018-ban. - Bulgária 1× (1994) | negyeddöntő/második csoportkör - Svájc 3× (1934, 1938, 1954) - Észak-Írország 2× (1958, 1982) - Wales 1× (1958) - NDK+ 1× (1974) - Írország 1× (1990) - Románia 1× (1994) - Dánia 1× (1998) - Ukrajna 1× (2006) nyolcaddöntő - Norvégia 1× (1998) - Szlovákia 1× (2010) - Görögország 1× (2014) első kör - Skócia 8× (1954, 1958, 1974, 1978, 1982, 1986, 1990, 1998) - Szlovénia 2× (2002, 2010) - Izrael 1× (1970) (az Ázsiai Labdarúgó-szövetség tagjaként) - Bosznia-Hercegovina 1× (2014) - Izland 1× (2018) |

+ = a válogatott és a nemzeti szövetség már nem léteznek
Megjegyzés: a FIFA szabályai szerint Németország az NSZK jogutódja. Ugyanez a helyzet Szerbia, Szerbia és Montenegró és Jugoszlávia, Csehország és Csehszlovákia, valamint Oroszország és a Szovjetunió esetében. E szócikkekben az utolsó hármat elkülönítettük, mivel különböző népeket és területeket jelölnek.

## Európa-bajnokságok

### Részvételek száma (a lehetséges 16-ból)
1976-ig négyes torna, 1980-tól 1992-ig nyolc, 1996-tól 2012-ig tizenhat csapat jutott ki, 2016-tól 24 csapat juthat ki.
| 13 alkalommal - Németország 5-ször NSZK néven. 12 alkalommal - Oroszország 5-ször mint Szovjetunió+, 1-szer mint FÁK+. 11 alkalommal - Spanyolország 10 alkalommal - Hollandia - Anglia - Csehország 3-szor mint Csehszlovákia+. - Franciaország - Olaszország - Portugália 9 alkalommal - Dánia | 7 alkalommal - Svédország 6 alkalommal - Belgium - Horvátország 5 alkalommal - Görögország - Jugoszlávia+ Napjainkban Szerbia, de ezen a néven még nem jutott ki. - Románia - Svájc - Törökország 4 alkalommal - Magyarország - Lengyelország 3 alkalommal - Ausztria - Írország - Skócia - Ukrajna | 2 alkalommal - Bulgária - Szlovákia - Wales 1 alkalommal - Albánia - Észak-Írország - Észak-Macedónia - Finnország - Izland - Lettország - Norvégia - Szlovénia |

### Legjobb helyezések
| Európa-bajnok - Németország 3× (1972, 1980, 1996) Az első kettő NSZK néven. - Spanyolország 3× (1964, 2008, 2012) - Franciaország 2× (1984, 2000) - Olaszország 2× (1968, 2020) - Szovjetunió+ 1× (1960) Oroszország néven 2008-ban elődöntős. - Csehszlovákia+ 1× (1980) Csehország néven 1996-ban ezüstérmes. - Hollandia 1× (1988) - Dánia 1× (1992) - Görögország 1× (2004) - Portugália 1× (2016) | ezüstérmes - Jugoszlávia+ 2× (1960, 1968) - Belgium 1× (1980) - Anglia 1× (2020) elődöntős - Magyarország 2× (1964 – bronzérem, 1972 – negyedik hely) - Svédország 1× (1992) - Törökország 1× (2008) - Wales 1× (2016) negyeddöntős - Horvátország 2× (1996, 2008) - Románia 1× (2000) - Izland 1× (2016) - Lengyelország 1× (2016) - Svájc 1× (2020) - Ukrajna 2× (2020) | nyolcaddöntős - Írország 1× (2016) - Észak-Írország 1× (2016) - Szlovákia 1× (2016) - Ausztria 1× (2020) csoportkör - Skócia 3× (1992, 1996, 2020) - Bulgária 2× (1996, 2004) - Norvégia 1× (2000) - Szlovénia 1× (2000) - Lettország 1× (2004) - Albánia 1× (2016) - Finnország 1× (2020) - Észak-Macedónia 1× (2020) |

## Részvétel a konföderációs kupán
- 1992:[10] –
- 1995:[10] Dánia
- 1997: Csehország
- 1999: Németország
- 2001: Franciaország
- 2003: Franciaország, Törökország
- 2005: Görögország, Németország
- 2009: Olaszország, Spanyolország
- 2013: Olaszország, Spanyolország
- 2017: Németország, Oroszország, Portugália

### Részvételek száma (a lehetséges 9-ből)
| 3 alkalommal - Németország 2 alkalommal - Franciaország - Olaszország - Spanyolország | 1 alkalommal - Csehország - Dánia - Görögország - Oroszország - Portugália - Törökország |

### Legjobb helyezések
| kupagyőztes - Franciaország 2× (2001, 2003) - Dánia 1× (1995) - Németország 1× (2017) ezüstérmes - Spanyolország 1× (2013) | bronzérmes - Csehország 1× (1997) - Törökország 1× (2003) - Olaszország 1× (2013) - Portugália 1× (2017) csoportkör - Görögország 1× (2005) - Oroszország 1× (2017) |

## Részvétel az olimpiai labdarúgótornán
- 1896 – nem volt labdarúgótorna
- 1900[11] – Belgium, Franciaország, Nagy-Britannia
- 1904[12] – nem indultak európai labdarúgócsapatok
- 1908 – Dánia, Franciaország A, Franciaország B, Hollandia, Nagy-Britannia, Svédország
- 1912 – Ausztria, Dánia, Finnország, Hollandia, Magyarország, Nagy-Britannia, Németország, Norvégia, Olaszország, Oroszország, Svédország
- 1920 – Belgium, Csehszlovákia, Dánia, Franciaország, Görögország, Hollandia, Luxemburg, Nagy-Britannia, Norvégia, Spanyolország, Svájc, Svédország, Szerb-Horvát-Szlovén Királyság
- 1924 – Belgium, Bulgária, Csehszlovákia, Észtország, Franciaország, Hollandia, Írország, Lengyelország, Lettország, Litvánia, Luxemburg, Magyarország, Olaszország, Románia, Spanyolország, Svájc, Svédország, Szerb-Horvát-Szlovén Királyság, Törökország
- 1928 – Belgium, Franciaország, Hollandia, Luxemburg, Németország, Olaszország, Portugália, Spanyolország, Svájc, Szerb-Horvát-Szlovén Királyság, Törökország
- 1932 – nem volt labdarúgótorna
- 1936 – Ausztria, Finnország, Lengyelország, Luxemburg, Magyarország, Nagy-Britannia,Németország, Norvégia, Olaszország, Svédország, Törökország
- 1948 – Ausztria, Dánia, Franciaország, Hollandia, Írország, Jugoszlávia, Luxemburg, Nagy-Britannia, Olaszország, Svédország, Törökország
- 1952 – Ausztria, Bulgária, Dánia, Finnország, Franciaország, Görögország, Hollandia, Jugoszlávia, Lengyelország, Luxemburg, Magyarország, Nagy-Britannia, Németország,[13] Norvégia, Olaszország, Románia, Svédország, Szovjetunió, Törökország
- 1956 – Bulgária, Egyesült Német Csapat,[14] Jugoszlávia, Nagy-Britannia, Szovjetunió
- 1960 – Bulgária, Dánia, Franciaország, Jugoszlávia, Lengyelország, Magyarország, Nagy-Britannia, Olaszország, Törökország
- 1964 – Csehszlovákia, Egyesült Német Csapat,[14] Jugoszlávia, Magyarország, Románia
- 1968 – Bulgária, Csehszlovákia, Franciaország, Izrael,[15] Magyarország, Spanyolország
- 1972 – Dánia, Lengyelország, Magyarország, NDK, NSZK, Szovjetunió
- 1976 – Franciaország, Izrael,[16] Lengyelország, NDK, Spanyolország, Szovjetunió
- 1980 – Csehszlovákia, Finnország, Jugoszlávia, NDK, Spanyolország, Szovjetunió
- 1984 – Franciaország, Jugoszlávia, Norvégia, NSZK, Olaszország
- 1988 – Jugoszlávia, NSZK, Olaszország, Svédország, Szovjetunió
- 1992 – Dánia, Lengyelország, Olaszország, Svédország, Spanyolország
- 1996 – Franciaország, Magyarország, Olaszország, Portugália, Spanyolország
- 2000 – Csehország, Olaszország, Spanyolország, Szlovákia
- 2004 – Görögország, Olaszország, Portugália, Szerbia és Montenegró
- 2008 – Belgium, Hollandia, Olaszország, Szerbia
- 2012 – Fehéroroszország, Nagy-Britannia, Spanyolország, Svájc
- 2016 – Dánia, Németország, Portugália, Svédország

### Részvételek száma (a lehetséges 26-ból)
| 15 alkalommal - Olaszország 13 alkalommal - Szerbia 3× mint Szerb-Horvát-Szlovén Királyság+, 8× mint Jugoszlávia+, 1× mint Szerbia és Montenegró+. 12 alkalommal - Franciaország 10 alkalommal - Nagy-Britannia - Németország 2× Egyesült Német Csapat, 3× NSZK néven. - Spanyolország - Svédország 9 alkalommal - Dánia - Magyarország 8 alkalommal - Hollandia 7 alkalommal - Oroszország 6× mint Szovjetunió+. - Lengyelország 6 alkalommal - Csehország 5× mint Csehszlovákia+. - Luxemburg - Törökország | 5 alkalommal - Belgium - Bulgária - Norvégia 4 alkalommal - Ausztria - Finnország - Portugália 3 alkalommal - Görögország - NDK+ - Románia - Svájc 2 alkalommal - Írország - Izrael 1 alkalommal - Észtország - Fehéroroszország - Lettország - Litvánia - Szlovákia |

### Legjobb helyezések
| olimpiai bajnok - Magyarország 3× (1952, 1964, 1968) - Nagy-Britannia 3× (1900, 1908, 1912) - Szovjetunió+ 2× (1956, 1988) Oroszország néven 1912-ben negyeddöntős. - Belgium 1× (1920) - Olaszország 1× (1936) - Svédország 1× (1948) - Jugoszlávia+ 1× (1960) Szerbia és Montenegró néven 2004-ben, Szerbia néven 2008-ban a csoportkör résztvevője. - Lengyelország 1× (1972) - NDK+ 1× (1976) - Csehszlovákia+ 1× (1980) Csehország néven 2000-ben a csoportkör résztvevője. - Franciaország 1× (1984) - Spanyolország 1× (1992) ezüstérmes - Dánia 3× (1908, 1912, 1960) - Svájc 1× (1924) - Ausztria 1× (1936) - Bulgária 1× (1968) - Németország 1× (2016) | bronzérmes - Hollandia 3× (1908, 1912, 1920) - Norvégia 1× (1936) negyedik helyezett - Finnország 1× (1912) - Portugália 1× (1996) negyeddöntő - Törökország} 2× (1948, 1952) - Izrael 2× (1968, 1976) - Írország 1× (1924) - Románia 1× (1964 – 5. hely) nyolcaddöntő - Luxemburg 2× (1924, 1952) - Lettország 1× (1924) első kör - Görögország 3× (1920, 1952, 2004) - Észtország 1× (1924) - Litvánia 1× (1924) - Szlovákia 1× (2000) - Fehéroroszország 1× (2012) |

## Az UEFA-emléktábla
Az UEFA-emléktábla (angolul: The UEFA Plaque) egy elismerés, amelyet a Juventus kapott 1987-ben, mivel első klubként sikerült megnyernie az UEFA által kiírt kupasorozatok közül mind a hármat (BEK – mai nevén bajnokok ligája, KEK, UEFA-kupa – mai nevén Európa-liga).
Azóta négy klub ért el hasonló sikert: a Bayern München, az Ajax, a Chelsea és legutóbb – a 2017-es Európa-liga megnyerésével – a Manchester United. (Az FC Barcelona a BEK/BL és KEK mellett megnyerte ugyan az UEFA-kupa elődjének számító VVK-t, de az még nem az UEFA hivatalos kupasorozata volt.) Erre a sikersorozatra már csak olyan csapatoknak van esélyük, amelyek megnyerték az 1999-ben megszűnt KEK-et.